# Mark Wills

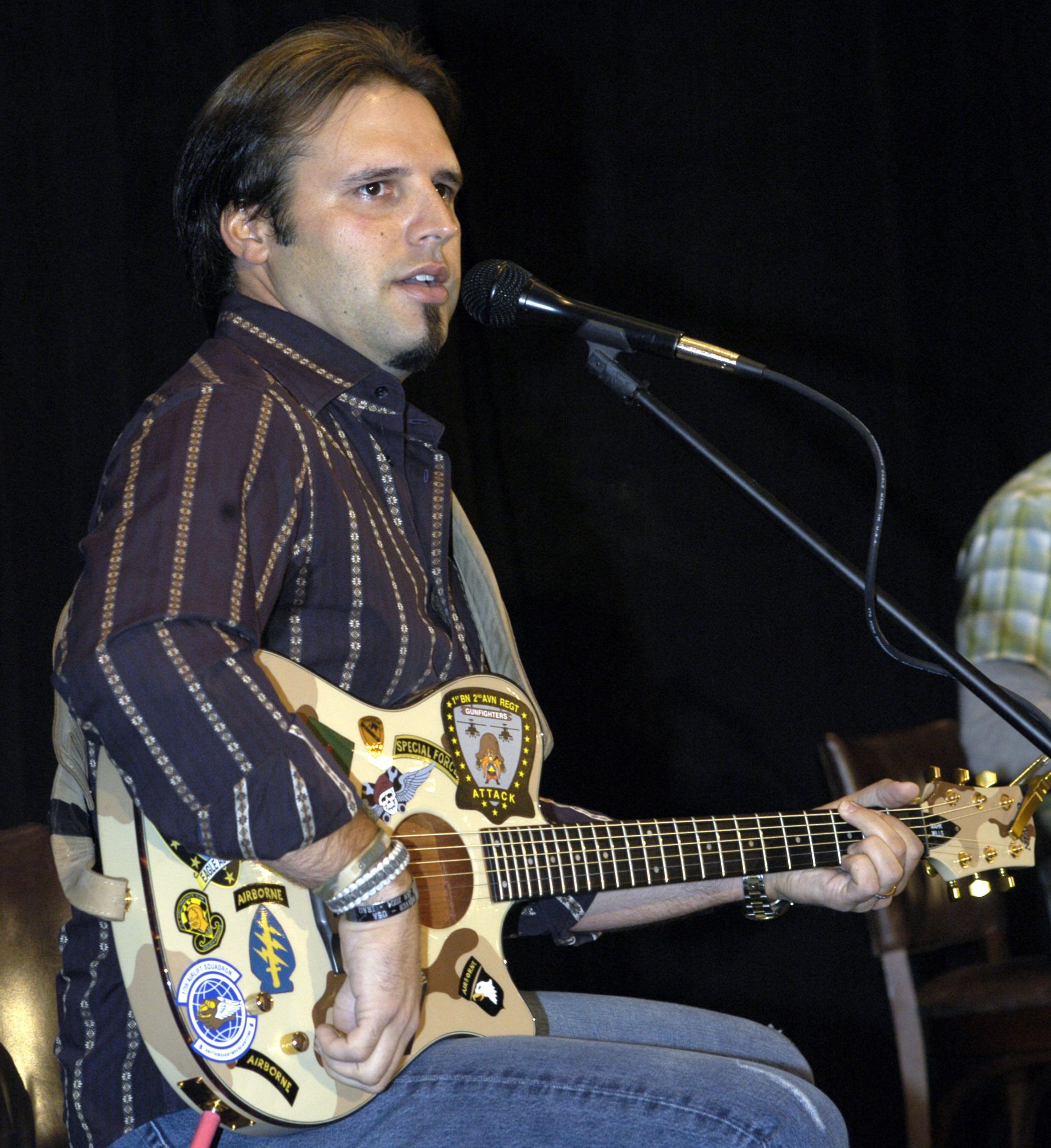
Mark Wills (2005)

Mark Wills (* 8. August 1973 in Cleveland, Tennessee) ist ein US-amerikanischer Country-Sänger.

## Karriere
Mark Wills gewann als Siebzehnjähriger einen Talentwettbewerb, was ihm ein mehrjähriges Engagement in einem Musikclub einbrachte. 1996 erhielt er einen Schallplattenvertrag vom Nashviller Mercury Label. Bereits mit seinem ersten Album, Mark Wills, schaffte er den Durchbruch. Die Singleauskopplung Jacob's Ladder erreichte einen vorderen Platz der Country-Charts. 2003 verlor er seinen Mercury-Vertrag, drei Jahre später unterschrieb er bei Equity.
Der ganz große Erfolg blieb dem Interpret von sanften, einfühlsamen Country-Songs jedoch versagt. Mark Wills schaffte es nie, aus den Schatten seiner großen Konkurrenten wie Tim McGraw und Alan Jackson herauszutreten.
Im Frühjahr 2008 unterschrieb Mark Wills einen Plattenvertrag mit dem Hamburger Label AGR Television Records, das im September das Album Familiar Stranger veröffentlichen.

## Diskografie

### Studioalben
| Jahr | Titel                   | Höchstplatzierung, Gesamtwochen, AuszeichnungChartplatzierungen (Jahr, Titel, Platzierungen, Wochen, Auszeichnungen, Anmerkungen) | Höchstplatzierung, Gesamtwochen, AuszeichnungChartplatzierungen (Jahr, Titel, Platzierungen, Wochen, Auszeichnungen, Anmerkungen) | Anmerkungen |
| Jahr | Titel                   | US | Country | Anmerkungen |
| ---- | ----------------------- | --- | --- | ----------- |
| 1996 | Mark Wills              | — | Country38 (23 Wo.)Country |             |
| 1998 | Wish You Were Here      | US74 Platin · (56 Wo.)US | Country8 (104 Wo.)Country |             |
| 2000 | Permanently             | US23 Gold · (29 Wo.)US | Country3 (49 Wo.)Country |             |
| 2001 | Loving Every Minute     | US93 (3 Wo.)US | Country10 (22 Wo.)Country |             |
| 2003 | And the Crowd Goes Wild | US68 (3 Wo.)US | Country5 (15 Wo.)Country |             |
| 2008 | Familiar Stranger       | — | — |             |
| 2011 | Looking for America     | — | Country55 (2 Wo.)Country |             |

### Kompilationen
| Jahr | Titel         | Höchstplatzierung, Gesamtwochen, AuszeichnungChartplatzierungen (Jahr, Titel, Platzierungen, Wochen, Auszeichnungen, Anmerkungen) | Höchstplatzierung, Gesamtwochen, AuszeichnungChartplatzierungen (Jahr, Titel, Platzierungen, Wochen, Auszeichnungen, Anmerkungen) | Anmerkungen |
| Jahr | Titel         | US | Country | Anmerkungen |
| ---- | ------------- | --- | --- | ----------- |
| 2002 | Greatest Hits | US140 (51 Wo.)US | Country16 (44 Wo.)Country |             |

Weitere Kompilationen
- 2003: The Best of Mark Wills
- 2004: 20th Century Masters: The Millennium Collection
- 2005: Live at Billy Bob’s Texas
- 2007: The Definitive Collection
- 2009: 2nd Time Around

### Singles
| Jahr | Titel Album                                                        | Höchstplatzierung, Gesamtwochen, AuszeichnungChartplatzierungen (Jahr, Titel, Album, Platzierungen, Wochen, Auszeichnungen, Anmerkungen) | Höchstplatzierung, Gesamtwochen, AuszeichnungChartplatzierungen (Jahr, Titel, Album, Platzierungen, Wochen, Auszeichnungen, Anmerkungen) | Anmerkungen      |
| Jahr | Titel Album                                                        | US | Country | Anmerkungen      |
| ---- | ------------------------------------------------------------------ | --- | --- | ---------------- |
| 1996 | Jacob’s Ladder Mark Wills                                          | — | Country6 (20 Wo.)Country |                  |
| 1996 | High Low and In Between Mark Wills                                 | — | Country33 (18 Wo.)Country |                  |
| 1997 | Places I’ve Never Been Mark Wills                                  | — | Country5 (21 Wo.)Country |                  |
| 1998 | I Do (Cherish You) Wish You Were Here                              | US72 (13 Wo.)US | Country2 (25 Wo.)Country |                  |
| 1998 | Don’t Laugh at Me Wish You Were Here                               | US73 (5 Wo.)US | Country2 (28 Wo.)Country |                  |
| 1999 | Wish You Were Here                                                 | US34 (20 Wo.)US | Country1 (26 Wo.)Country |                  |
| 1999 | She’s in Love Wish You Were Here                                   | US60 (10 Wo.)US | Country7 (22 Wo.)Country |                  |
| 1999 | Back at One Permanently                                            | US36 (20 Wo.)US | Country2 (26 Wo.)Country |                  |
| 2000 | Almost Doesn’t Count Permanently                                   | — | Country19 (21 Wo.)Country |                  |
| 2000 | I Want to Know (Everything There Is to Know About You) Permanently | — | Country33 (22 Wo.)Country |                  |
| 2001 | Loving Every Minute                                                | — | Country18 (26 Wo.)Country |                  |
| 2001 | I’m Not Gonna Do Anything Without You Loving Every Minute          | — | Country31 (20 Wo.)Country | mit Jamie O’Neal |
| 2002 | 19 Somethin’ Greatest Hits                                         | US23 Gold · (20 Wo.)US | Country1 (34 Wo.)Country |                  |
| 2003 | When You Think of Me Greatest Hits                                 | — | Country28 (20 Wo.)Country |                  |
| 2003 | And the Crowd Goes Wild                                            | — | Country29 (21 Wo.)Country |                  |
| 2003 | That’s a Woman And the Crowd Goes Wild                             | — | Country40 (17 Wo.)Country |                  |
| 2006 | Hank –                                                             | — | Country46 (7 Wo.)Country |                  |
| 2007 | Take It All Out on Me Familiar Stranger                            | — | Country47 (9 Wo.)Country |                  |
| 2007 | Days of Thunder Familiar Stranger                                  | — | Country50 (13 Wo.)Country |                  |

Weitere Singles
- 2008: The Things We Forget
- 2009: Entertaining Angels
- 2009: Crazy White Boy
- 2011: Looking for America
- 2011: Crazy Being Home
- 2016: You’re My Home (mit Beverley Mahood)

## Die bedeutendsten Auszeichnungen
| Jahr | Org. | Award                 | Titel |
| ---- | ---- | --------------------- | ----- |
| 1998 | ACM  | Top New Male Vocalist |       |